# 조고 히사시
조고 히사시(일본어: 城後 寿, 1986년 4월 16일 ~ )는 일본의 축구 선수이다. 현재 J1리그의 아비스파 후쿠오카에서 뛰고 있다.

## 구단 경력
그는 2005년부터 J리그의 아비스파 후쿠오카에서 뛰었다.